# Zone frontalière fermée

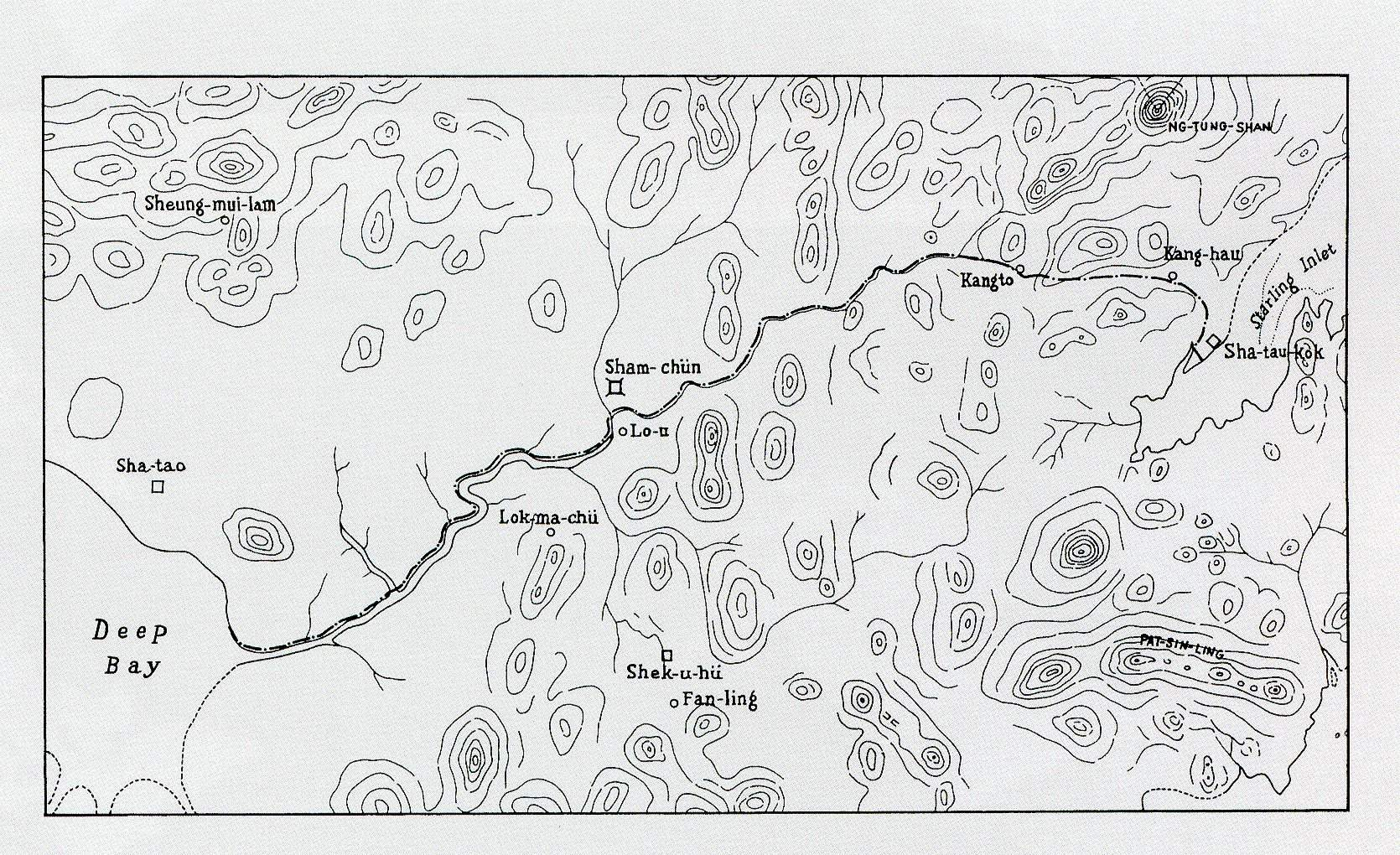
Carte de la zone frontalière fermée.

La zone frontalière fermée (香港邊境禁區, Frontier Closed Area) est la zone séparant Hong Kong et la République populaire de Chine. Comme son nom l'indique, un permis est nécessaire pour y pénétrer.
Établie en 1951 pour empêcher l'arrivée d'immigrants clandestins de Chine continentale et d'autres activités illégales, la zone fermée est clôturée tout le long de son périmètre pour servir de tampon entre la frontière et le reste du territoire.
Tout projet d'aménagement dans la zone est étroitement contrôlé, ce qui entraîne moins de constructions et en a fait un parc involontaire et un sanctuaire naturel pour la faune et la flore, à l'image de la zone coréenne démilitarisée

## Histoire

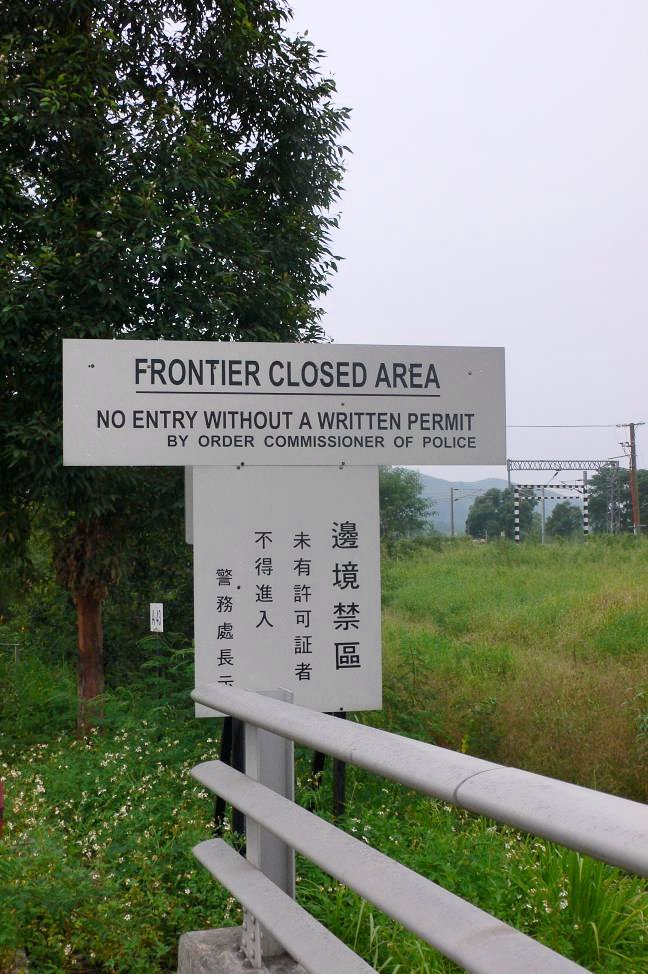
Panneau signalant l'entrée dans la zone frontalière fermée près de.

La zone est établie en vertu du Frontier Closed Area Order de 1951.
Afin de lutter contre la contrebande d'armes durant la guerre de Corée (1950-53), un couvre-feu est mis en place en 1952 dans la zone fermée. Les villageois doivent rester chez eux de minuit à 4 heures du matin, sauf s'ils obtiennent un permis spécial de la police. Après la guerre, le couvre-feu est maintenu pour aider à endiguer l'immigration illégale.
Une simple clôture grillagée est construite à la frontière entre 1950 et 1953. Elle est plus tard décrite comme « fragile » dans le South China Morning Post, en ce que des groupes de réfugiés peuvent la mettre à terre simplement en s'appuyant contre elle.
Les limites de la zone frontalière fermée sont ajustées en vertu d'un arrêté de 1959, publié dans la gazette officielle le 20 février 1959.
En 1962, des milliers de réfugiés illégaux tentent chaque jour d'entrer à Hong Kong. En réponse, une deuxième clôture plus robuste, en fil Dannert, est construit légèrement au sud de la clôture d'origine en mai 1962,.
En vertu d'un décret (amendement) publié le 24 juin 1982, la zone est agrandie de 4 km² à l'ouest de Mai Po, près de Pak Hok Chau.
La zone frontalière est de nouveau ajustée avec une ordonnance publiée le 7 septembre 1984. Les modifications reflètent la relocalisation du point de contrôle de Man Kam To (en), et exclu aussi complètement le village de Lei Uk de la zone frontalière fermée.
Les fonctions de patrouille frontalière sont transférées de l'armée britannique au détachement de patrouille sur le terrain en octobre 1992.
Le couvre-feu nocturne dans la zone est supprimé à partir du 1er août 1994. Le secrétaire à la sécurité (en) Alistair Asprey (en) déclare qu'il s'agit « d'équilibrer les droits individuels et la nécessité de lutter contre l'immigration illégale, ».

## Permis de la zone fermée
Un permis délivré par la police de Hong Kong est nécessaire pour permettre aux personnes ayant des liens ou aux résidents de la zone d'entrer et de sortir de la zone frontalière fermée. Les visiteurs du marais de Mai Po (en) sont également tenus de demander un permis d'entrée auprès du département de l'agriculture, de la pêche et de la conservation (en).

## Proposition de réduction de 2006

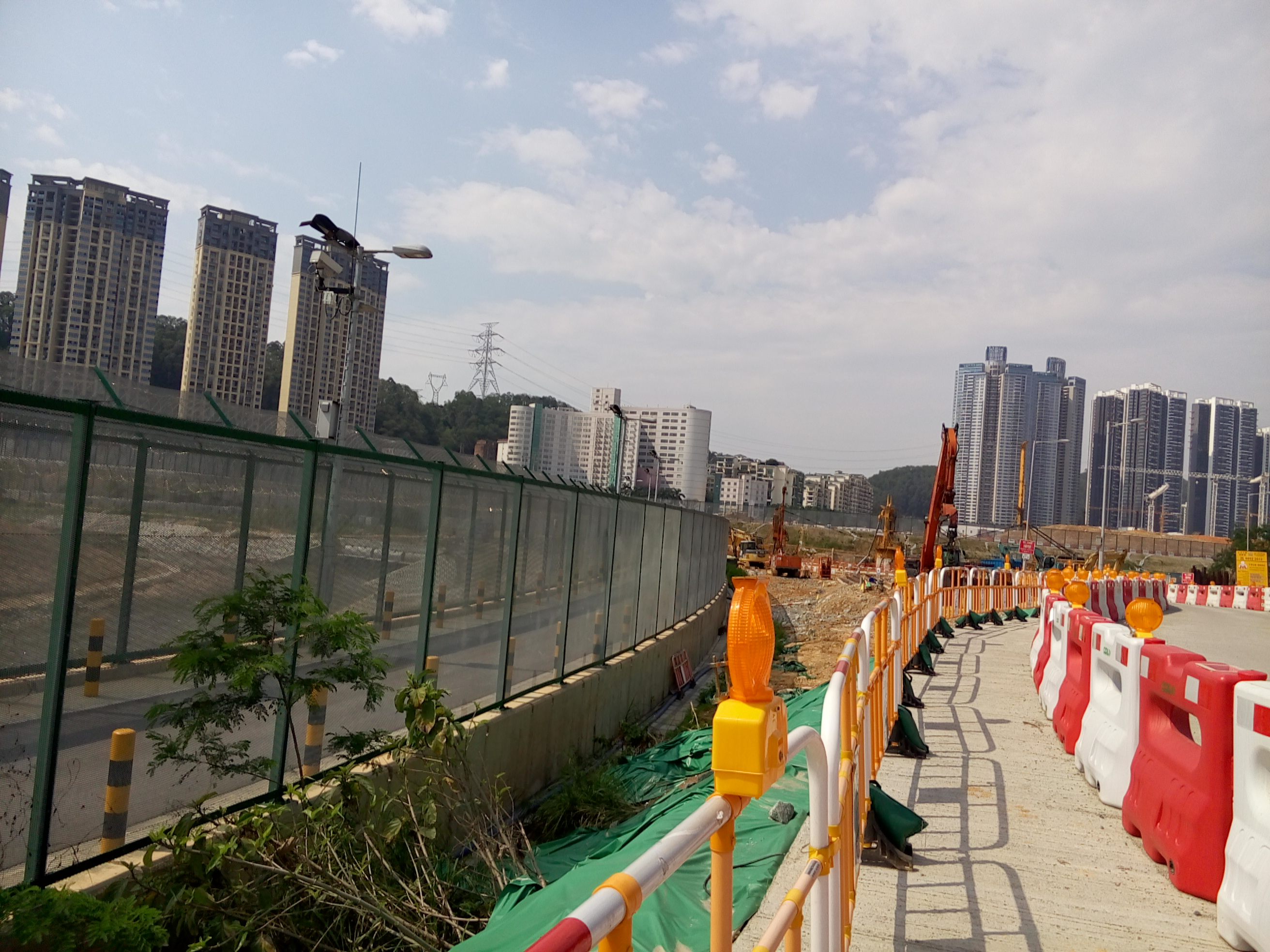
Vue de Shenzhen depuis avec la route frontalière et les clôtures au premier plan.

Une réduction de la zone de 28 à 8 km² est proposée en septembre 2006 par le gouvernement. Selon la proposition adoptée, la majeure partie de la zone sera dé-désignés et elle ne sera maintenue qu'autour des passages frontaliers.
Cela est rendu possible par la construction d'une clôture secondaire le long des routes frontalières, de sorte que la plupart des villages de la zone frontalière fermée passeront à l'extérieur sans avoir à compromettre l'intégrité de la frontière. Une étude de planification doit être entreprise par le département de la planification.
En fonction de l'avancement de la nouvelle clôture, la réduction est mise en œuvre en quatre étapes avec un achèvement prévu début 2015. Les visiteurs n'auront plus besoin d'obtenir un permis pour pénétrer dans les zones exclues.

### Première phase de mise en œuvre
Le 15 février 2012, les zones autour de Sha Tau Kok (zh) (mais pas la ville elle-même), ainsi que Mai Po, sont exclues de la zone frontalière fermée, ouvrant 740 hectares de terrains en libre accès. Un point de contrôle sur le périmètre d'origine, à Shek Chung Au, est mis hors service et ses fonctions sont reprises par un nouveau point de contrôle à l'extérieur de Sha Tau Kok.

### Problèmes environnementaux
Des écologistes et le WWF ont souligné que la proposition aura des effets négatifs sur l'écologie des zones exclues,,.

## Zones dans la zone frontalière fermée
- District de Lok Ma Chau (inclut le point de contrôle de Lok Ma Chau, de la ligne de dérivation de Lok Ma Chau, des parties de la zone humide de compensation de Lok Ma Chau, des parties des réserves naturelles de Mai Po et des parties de Pak Hok Chau).
- District de Ta Kwu Leng (inclut le point de contrôle de Lo Wu, des petites parties du village de Lo Wu, l'estuaire de la rivière Ng Tung, Yuen Leng Tsai, le point de contrôle de Man Kam To et l'estuaire de la rivière Nam Hang).
- District de Sha Tau Kok (inclut la ville et le point de contrôle de Sha Tau Kok, des parties de Shan Tsui, Yuen Tun Shan, les villages de Kong Ha (en), San Kwai Tin et Pak Kung Au, et des parties de Mo Lo Lau).
- District de Chung Ying Street
- L'entièreté du port de Starling Inlet (en)

## Route frontalière

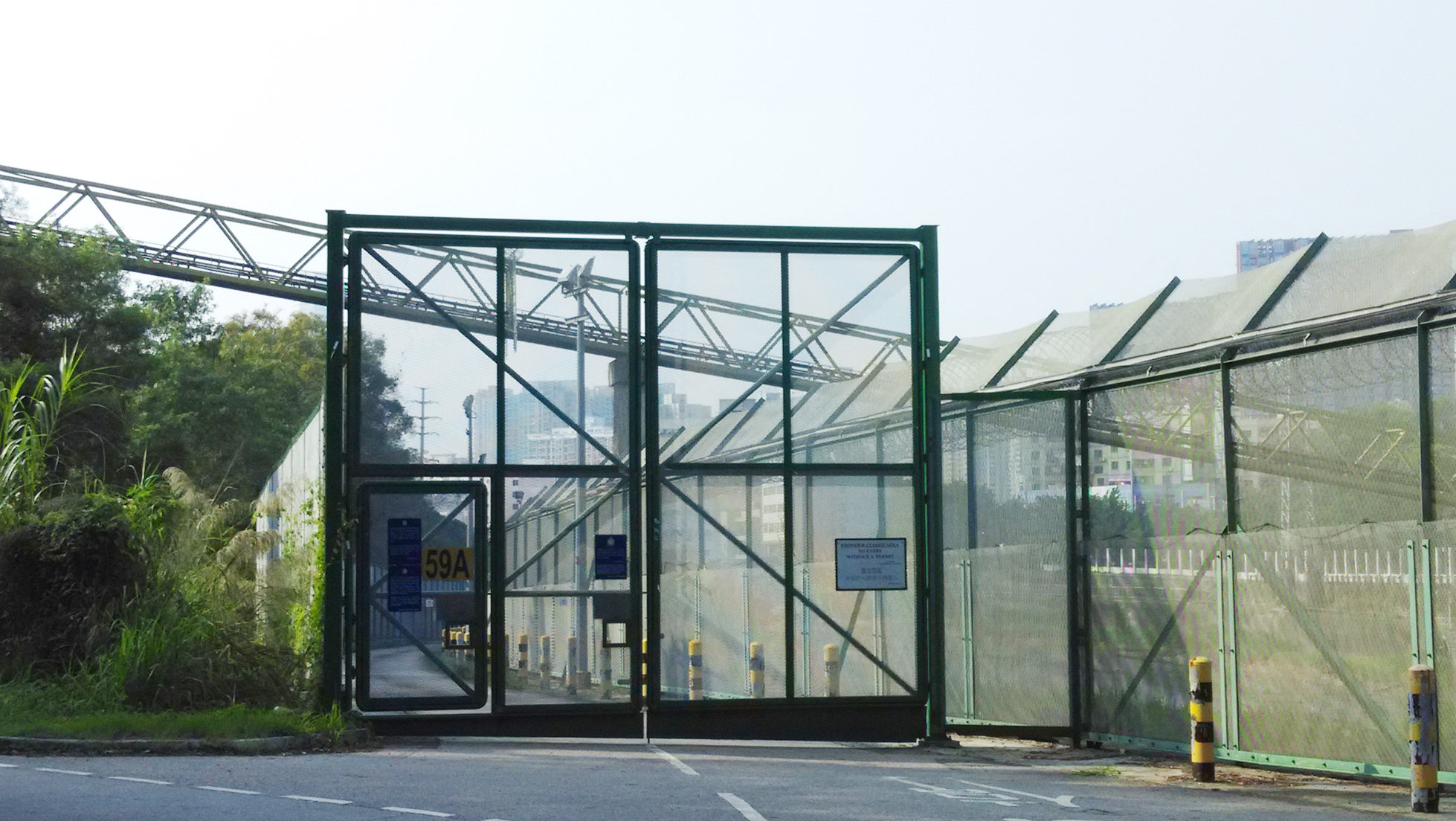
La route frontalière est entourée de clôtures.

La route frontalière (邊界道路, border road) longe la rive sud de la rivière Sham Chun, et est la route la plus au nord de Hong Kong. Depuis janvier 2016, elle fait partie des seuls endroits restants de la zone frontalière fermée (avec une zone autour et dans certaines parties de Sha Tau Kok (zh)). Actuellement, elle est utilisée uniquement à des fins de patrouille et l'entrée au public est interdite. Elle commence à partir de la réserve naturelle de Mai Po à Yuen Long et se termine le long de Lin Ma Hang Road (en).